# Jean-Rodolphe de Salis
Pour les articles homonymes, voir Salis.
Jean-Rodolphe de Salis, né le 12 décembre 1901 à Berne et décédé le 14 juillet 1996 à Brunegg, est un historien, essayiste, journaliste, chroniqueur politique et professeur suisse.

## Biographie
Issu d’une ancienne famille grisonne et parfait bilingue allemand-français, il est fils de médecin, aristocrate de naissance et d’éducation, son père possédant un château en Argovie.
Il fréquente les universités de Montpellier, Berne, Berlin et Paris au cours de ses études de lettres. En 1932, il soutient, en Sorbonne, une thèse dont le titre est : Sismondi, la vie et l'œuvre d'un cosmopolite philosophe.
Durant ses années parisiennes, de 1926 à 1935, il collabore à des journaux de Suisse alémanique : la Weltwoche et le Bund.
En 1935, il est nommé à la chaire d'histoire en langue française de l'École polytechnique fédérale de Zurich. En février 1940, le Conseil fédéral le charge de tenir à Radio-Beromünster une causerie hebdomadaire sur l'actualité mondiale, intitulée Weltchronik, dans laquelle il se fait le défenseur du droit à la liberté et à la dignité. Hormis la BBC, Radio-Beromünster en allemand est alors la seule antenne avec Radio-Sottens en français (causerie de René Payot) faisant retentir une voix libre dans l'Europe asservie. Il donne sa dernière leçon à l'école polytechnique le 9 juillet 1968.
Jean-Rodolphe de Salis fit également partie de commissions fédérales et présida la Fondation Pro Helvetia de 1952 à 1964. Son fonds d'archives se trouve aux Archives littéraires suisses à Berne.
Son cousin germain était le compositeur, artiste peintre et journaliste suisse Peter Mieg.

## Prix et Distinctions
- Prix de littérature de la ville de Berne
- Prix de littérature du canton d'Argovie en 1978
- Médaille Friedrich-von-Schiller en 1978
- Prix culturel de la ville de Zurich
- le prix culturel du canton des Grisons en 1984
- Officier de la Légion d'honneur
- Grand officier de l'ordre du Mérite de la République fédérale d'Allemagne (Großes Verdienstkreuz mit Stern)
- Ordre du Mérite de la République d’Autriche

Il est également fait docteur honoris causa des universités de Genève, Vienne, Hambourg et Lausanne.

## Publications
- Sismondi, 1773-1842, Paris, 1932
- (de) Rainer Maria Rilkes Schweizer Jahre, Frauenfeld, 1936
- (de) Weltgeschichte der neuesten Zeit, Zurich, 3 Bände, 1951–60
- Perte ou métamorphose de la culture ?, Neuchâtel, 1955
- (de) Im Laufe der Jahre, Zurich, 1962
- (de) Weltchronik 1939–1945, 1964
- (de) Schwierige Schweiz, Zurich, 1968
- La Suisse diverse et paradoxale, Neuchâtel, 1971
- (de) Geschichte und Politik, Zurich, 1971
- Sismondi, 1773-1842. La vie et l'œuvre d'un cosmopolite philosophe, Lettres et documents inédits, Suivis d'une liste des sources et d'une bibliographie, Genève, 1973
- (de) Grenzüberschreitungen, Zurich, 1975/78
- (de) Notizen eines Müssiggängers, Zurich, 1983
- Parler au papier : carnets, 1981-1983, Lausanne, 1984, réédition : Éditions de l'Aire, L'Aire bleue, Vevey 2012
- (de) Innen und Aussen, Zurich, 1987
- (de) Kriege und Frieden in Europa, Zurich, 1989
- (de) Letzte Aufzeichnungen, Zurich, 1994

## Sources
- (de) Cet article est partiellement ou en totalité issu de l’article de Wikipédia en allemand intitulé « Jean Rudolf von Salis » (voir la liste des auteurs).
- Uniscope, Hebdomadaire de l’Université de Lausanne, décembre 2001